# Clemente Șumanski
Clemente Șumanski (în rusă : Клементий Шуманский) a fost un primar al Chișinăului în perioada anilor 1871–1877. A decedat subit în timpul unui incendiu izbucnit în teatrul orășenesc. Murind ca martir, a reușit să salveze mai multe vieți omenești. A fost înmormântat în cimitirul de pe Strada Armenească. 

## Legături externe
- 10+3 primari ai Chișinăului Arhivat în 2 decembrie 2013, la Wayback Machine. VipMagazin, nr.78, octombrie 2010